# Filip Kafka
Filip Kafka (* 26. April 1982) ist ein ehemaliger slowakischer Skispringer.

## Werdegang
Kafka, der für den Verein ŠKP Štrbské Pleso startete, gab sein internationales Debüt am 3. Januar 1999 beim Continental-Cup-Springen in Engelberg, wo er den siebzehnten Platz belegte. Am 30. Januar 1999 debütierte er beim Teamwettkampf in Willingen im Weltcup. Dabei erreichte er mit seinen Teamkollegen den elften Platz. Bei den Nordischen Skiweltmeisterschaften 1999 in Ramsau am Dachstein startete er in beiden Einzeldisziplinen und landete von der Normalschanze auf dem 44. und von der Großschanze auf dem 57. Platz. Nachdem Kafka in der Saison 1998/99 noch vierzehn Continental-Cup-Punkte sammeln konnte, gewann er 1999/2000 nur fünf Punkte und landete damit auf Rang 255 der Gesamtwertung. Seinen letzten internationalen Auftritt gab er im Februar 2003 in Zakopane, wo er die Wettbewerbe nur auf den hintersten Rängen beenden konnte.

## Statistik

### Continental-Cup-Platzierungen
| Saison  | Platz | Punkte |
| ------- | ----- | ------ |
| 1998/99 | 224.  | 14     |
| 1999/00 | 255.  | 05     |